# Angamarca
Angamarca ist eine Ortschaft und eine Parroquia rural („ländliches Kirchspiel“) im Kanton Pujilí der ecuadorianischen Provinz Cotopaxi. Die Parroquia besitzt eine Fläche von 269,91 km². Die Einwohnerzahl lag im Jahr 2010 bei 5249.

## Lage
Die Parroquia Angamarca liegt in der Cordillera Occidental. Das Areal liegt in Höhen zwischen 1750 m und 4560 m. Entlang der östlichen Verwaltungsgrenze verläuft der mehr als 4000 m hohe Hauptkamm, der die kontinentale Wasserscheide bildet. Der Río Angamarca, der rechte Quellfluss des Río Umbe, entwässert das Gebiet nach Westen zum Río Zapotal. Der 2996 m hoch gelegene Hauptort befindet sich 32 km westsüdwestlich vom Kantonshauptort Pujilí. Eine 35 km lange Nebenstraße verbindet den Ort mit der weiter nördlich verlaufenden Fernstraße E30 (Quevedo–Latacunga).
Die Parroquia Angamarca grenzt im Norden an die Parroquias Pilaló und Zumbahua, im Nordosten an die Parroquia Cusubamba (Kanton Salcedo), im Südosten an die Provinz Tungurahua mit den Parroquias San Fernando und Pilahuín (beide im Kanton Ambato), im zentralen Süden an die Provinz Bolívar mit der Parroquia Simiatug (Kanton Guaranda) sowie im Westen an die Parroquias El Corazón und Pinllopata (beide im Kanton Pangua).

## Orte und Siedlungen
In der Parroquia gibt es folgende Barrios: Centro Angamarca, San Pablo und Shuyo Chico. Recintos im Verwaltungsgebiet sind Arrayanpata, Llimiliví Alto, Llimiliví Bajo und Ramos Playa. Ferner gibt es folgende Comunas: Chine Alto, Chine Bajo, Chinipamba, Chistilan, Churolozan, Guambaine, Lechepata, Mocata, Pigua-Quindigua, Shuyo Grande, Singuna, Sunikilak, Teodasin, Ucumari und Yalliví. Des Weiteren gibt es die Asociaciónes Llallachanchi, Quilaló und Tantango sowie den Sector Mimbullo.

## Geschichte
Die Parroquia Angamarca wurde offenbar am 14. Oktober 1852 gemeinsam mit dem Kanton Pujilí gegründet. Der erste bekannte Eintrag im Registro Oficial stammt vom 22. April 1897 mit der N° 350.